# Yin Na
Yin Na (chiń. 殷娜; ur. 3 lutego 1988 r. w Chinach) – chińska siatkarka grająca na pozycji środkowej. 
Obecnie występuje w drużynie Tianjin.